# 21958 Tripuraneni
21958 Tripuraneni è un asteroide della fascia principale. Scoperto nel 1999, presenta un'orbita caratterizzata da un semiasse maggiore pari a 2,5498018 UA e da un'eccentricità di 0,1042830, inclinata di 9,35162° rispetto all'eclittica.